# Henry II Sinclair, conte delle Orcadi
Henry II Sinclair, conte delle Orcadi (... – 1º febbraio 1420), è stato un nobile scozzese.

## Biografia
Abbastanza poco è noto della vita di Henry Sinclair prima della sua ascesa al potere. Si sa che era figlio maggiore di Henry I Sinclair, conte delle Orcadi, e che combatté al soldo del regno di Scozia, poiché fu catturato dagli inglesi alla battaglia di Humbleton Hill nel 1402. Rimase prigioniero per breve tempo, ma fu poi liberato con la promessa che avrebbe pagato il proprio riscatto.
All'incirca nel 1404 ereditò la contea delle Orcadi alla morte del genitore. Doveva essere abbastanza vicino a re Roberto III di Scozia, poiché egli nel 1405 gli affidò la custodia dell'erede al trono Giacomo Stewart, ordinandogli di portarlo al sicuro dalle mire dell'ambizioso zio Roberto, duca di Albany. Sinclair cercò quindi di organizzare in segreto la fuga del principe nel regno di Francia, paese alleato con la monarchia scozzese, ma la nave su cui viaggiavano venne presto intercettata dalla marina inglese ed entrambi presi prigionieri. Mentre Giacomo rimase ostaggio inglese per buona parte della propria vita, Sinclair fu presto liberato, potendo tornare in Scozia per sposarsi con Egidia Douglas, nipote di re Roberto II di Scozia, la cui figlia Egidia di Scozia aveva sposato il nobile William Douglas, signore di Nithsdale.
Negli anni successivi si occupò di gestire i rapporti del giovane Giacomo, nel frattempo proclamato re di Scozia, coi suoi nobili, visto che il ragazzo non vi poteva interagire direttamente perché prigioniero degli inglesi. Grazie al suo matrimonio si alleò col clan Douglas, e dai documenti dell'epoca Archibald Douglas, IV conte di Douglas risulta il suo più stretto collaboratore, e con lui viaggiò anche nelle Fiandre.
Giovanni di Fordun riporta che Henry Sinclair morì nel 1420 durante un'epidemia di influenza. La moglie gli sopravvisse e si risposò con Alexander Stewart, che tuttavia fu ucciso nel 1425 per ordine di Giacomo I assieme al resto della famiglia.

## Discendenza
Dal matrimonio con Egidia Douglas, avvenuto all'incirca nel 1407, Henry II Sinclair ebbe due figli:
- William Sinclair, I conte di Caithness, suo successore;
- Beatrix Sinclair, sposa di James Douglas, VII conte di Douglas.